# Šolska košarkarska liga
Šolska košarkarska liga (ŠKL) je komercialni projekt, v katerem sodelujejo osnovne in srednje šol in ki je pod vodstvom skupine strokovnjakov stekel v šolskem letu 1995/1996. Skrbi za celoletno aktivno sodelovanje mladih v športnih in interesnih aktivnostih v slovenskih osnovnih in srednjih šolah. Njegovo osnovno vodilo je šport, saj temelji na tekmovanjih košarkarskih ekip, plesnih, navijaških ter akrobatskih navijaških skupin.

## O projektu

### Splošno
Glavne značilnosti projekta ŠKL so:
- tekmovanje za prvaka ŠKL osnovnih in srednjih šol, ki delujejo pod vodstvom šolskih ali zunanjih mentorjev iz košarkarskih klubov ali s pomočjo košarkarskih šol (v tekmovanja so enakovredno vključena dekleta)
- tekmovanje za prvaka ŠKL plesnih, navijaških in akrobatskih navijaških skupin osnovnih in srednjih šol, ki delujejo pod vodstvom šolskih ali zunanjih mentorjev
- tekmovanja ŠKL potekajo po natančno določenem protokolu, ki se prične z izvedbo državne himne in himne ŠKL, nadaljuje s predstavitvijo nastopajočih in tekmo, ki poteka po košarkarskih pravilih, v odmorih med tekmo pa potekajo nastopi plesnih, navijaških in akrobatskih navijaških skupin nastopajočih šol ter številne druge aktivnosti, kot so druga tekmovanja in nagradne igre številnih sponzorjev
- v okviru krožkov projekt soustvarjajo in tekmujejo tudi mladi organizatorji, sodniki, zapisnikarji, novinarji, fotografi, likovniki, člani video in računalniških krožkov osnovnih in srednjih šol ter šolske glasbene skupine.

V desetih sezonah je v projekt, ki spodbuja redno vadbo in delo, uspelo privabili čez sto tisoč mladih in malo manj mladih. V vrstah namreč niso združevali le aktivnih igralcev košarke, plesa, navijanja, članov najrazličnejših krožkov, šolskih glasbenih skupin in posameznikov ter kandidatk za Miss simpatičnosti, ampak tudi njihove učitelje, mentorje, ravnatelje, starše, sorodnike, prijatelje, predstavnike lokalnih skupnosti in številnih sponzorjev ter ostalih podpornikov. Ob tako velikem obsegu sodelujočih ne preseneča dejstvo, da projekt pozna in spremlja prek 500.000 državljanov. Tudi tako znana imena kot so Boštjan Nachbar, Sani Bečirovič, Primož Brezec, Jaka Lakovič in drugi so nenazadnje bivši ŠKL-jevci. Njihova imena lahko danes zasledimo tako v ligah Košarkarske zveze Slovenije kot tudi v evropskih ligah in ligi NBA. 
Sestavni del projekta, v drugi polovici aprila 2006, predstavlja tudi finale ŠKL, na katerem se za naslov prvaka ŠKL osnovnih in srednjih šol pomerijo najboljše ekipe v košarki. Popestritev celotnega dogajanja predstavlja tekmovanje najboljših plesnih, navijaških in akrobatskih navijaških skupin osnovnih in srednjih šol. Poleg podelitve nagrad najboljšim košarkarskim, plesnim, navijaškim in akrobatskim navijaškim skupinam osnovnih in srednjih šol, na sklepni prireditvi podelimo nagrade tudi najboljšim krožkom. Posebej nagradimo najboljše posameznike, mentorje in ravnatelje. 
V dvorani si dogodek ogleda preko 6.000 gledalcev, v prenosu na Kanalu A pa si pašo za oči v dveh neposrednih štiriurnih prenosih in posnetkih, ogleda še vsaj 150.000 ljudi.

### Ciljne skupine
V projektu ŠKL sodelujejo:
- košarkarice in košarkarji
- člani(ce) plesnih, navijaških in akrobatskih navijaških skupin in kandidatke za Miss simpatičnosti Arhivirano 2015-10-22 na Wayback Machine.
- člani(ce) novinarskih krožkov
- člani(ce) fotografskih krožkov
- člani(ce) likovnih krožkov
- člani(ce) videokrožkov
- člani(ce) računalniških krožkov
- šolske glasbene skupine in posamezniki
- organizatorji, zapisnikarji, sodniki
- mentorji, trenerji in ravnatelji sodelujočih šol
- gledalci in gledalke tekem ŠKL
- starši, sorodniki, sošolci in prijatelji posameznikov
- predstavniki lokalnih skupnosti
- predstavniki sponzorjev
- gledalci TV oddaje Šolska košarkarska liga (POP TV in lokalne TV postaje)
- poslušalci radijske oddaje ŠKL Informator in ŠKL Music (lokalne radijske postaje po Sloveniji)
- obiskovalci spletnih strani ŠKL
- bralci glasila ŠKL, ki izhaja v 10.000 izvodih, in drugih medijev, ki pokrivajo delovanje projekta ŠKL (Ekipa, Šport, Antena ...)
- udeleženci finalnih prireditev in gledalci neposrednega prenosa na Kanalu A.

Poglavitno ciljno skupino predstavljajo mladi med 10 - 20 letom starosti, vendar v projektu sodeluje tudi mlajša (zlasti v okviru likovnih krožkov) in starejša populacija (mentorji in starši, ki spodbujajo, idr ...).